# الكلمات والأشياء
الكلمات والأشياء (بالفرنسية: Les Mots et les choses) (بالإنجليزية: The Order of Things) بالفرنسية: Les Mots et les choses) كتاب صدر عام 1966. ترجم إلى الإنكليزية عام 1970، ونشر بالعربية أيضاً، وهو بحث حفري في العلوم الإنسانية، (كان فوكو يفضل أن ينشره بالفرنسية تحت عنوان L'Ordre des Choses «نظام الأشياء»، لكنه تراجع عن ذلك لوجود كتاب سابق يحمل هذا العنوان).
يبدأ الكتاب بنقاش مفصل وموسع حول لوحة الوصيفات للرسام دييغو فيلاسكيز، والترتيب المعقد للشخصيات المصورة فيها، بين الخفاء والظهور. ثم يتطور موضوعه الأساسي: كل مرحلة تاريخية تمتلك شروطاً خاصة للحقيقة تحدد ما هو مقبول وما هو غير مقبول، ومثال ذلك الخطاب العلمي، الذي جادل فوكو بأن شروط الخاطب العلمي تغيرت مع الزمن بقفزات مفاجئة وكبيرة، ما بين مرحلة معرفية إلى أخرى. لقد وضع كتاب «الكلمات والأشياء» ميشيل فوكو في بؤرة الضوء باعتباره شخصية ثقافية فرنسية شهيرة. وقد هاجم جان بول سارتر أعمال ميشيل فوكو واعتبره آخر أسوار البرجوازية.
من مقدمة الكتاب:لهذا الكتاب مكان ولادة في نص لـ بورخيس (Borges)، في الضحكة التي تهزّ لدى قراءته كل عادات الفكر- فكرنا، الفكر الذي له عمرنا وجغرافيتنا [أوروبا] – مزعزعة كل السطوح المنظّمة، والخطط التي تُعقِّل لنا التدفق الغزير للكائنات، وتجعل ممارستنا النقدية لـ "الذات" ولـ لآخر ترتعش وتقلق لمدة طويلة".
ويضيف «فوكو»: «يستشهد هذا النص» بموسوعة صينية معينة «كتب فيها أن الحيوانات تنقسم إلى» أ) يملكها الإمبراطور ب) محنطة ج) داجنة د) خنازير رضيعة ه) جنيات البحر و) خرافية ز) كلاب طليقة ح) ما يدخل في هذا التصنيف ط) التي تهيج كالمجانين ى) حيوانات لا تحصى ك) مرسومة بريشة دقيقة من وبر الجمل ل) إلى آخره م) التي كسرت الجرة لتوها ن) التي تبدو من بعيد كالذباب.
ونحن تحت تأثير انبهارنا أمام مثل هذا التقسيم [التصنيف] نصل بقفزة واحدة – بفضل المدافع عن هذا التقسيم [بورخيس] البادي لنا كسحر غرائبي لفكر آخر- نصل إلى الحد الأخير لفكرنا: الاستحالة العارية المطلقة لأن نفكر هكذا.."

## روابط خارجية
- الكلمات والأشياء على موقع الموسوعة البريطانية (الإنجليزية)